# 玉井民友商店
有限会社玉井民友商店（たまいたみともしょうてん）は、愛媛県大洲市に本社を置く、漬物を主とした製造・販売を行っている食品メーカー。

## 沿革
- 1915年（大正4年）1月 - 青果店として創業。
- 1943年（昭和18年）5月 - 漬物業開始。
- 1957年（昭和32年）3月 - 法人化。
- 1993年（平成5年）12月 - 直売店「玉井漬庵」開店[1]。